# ГрАНТ
ГрАНТ (Гражданский Аэродинамический Наблюдатель Телевизиоционного зондирования) — российский беспилотный летательный аппарат дистанционного зондирования. Предназначен для ведения аэрофотосъёмки.

## История
Первый полёт состоялся в 2001 году.
Конструктивно представляет летательный аппарат нормальной самолётной схемы с высокорасположенным крылом, Т-образным хвостовым оперением и с передним размещением силовой установки с тянущим воздушным винтом.
Целевая аппаратура включает в себя микросхемы передачи информации, а также малогабаритную видеокамеру переднего или панорамного обзора.
Запуск аппарата осуществляется с помощью механической катапульты.
Получение информации с беспилотного аппарата и выдача ему команд осуществляется через блок управления, установленный на автомашине.

## Лётно-технические характеристики
Технические характеристики
- Длина: 2,235 м
- Размах крыла: 2,50 м
- Высота: 0,45 м
- Площадь крыла: 1,00 м²
- Масса пустого: 14 кг
- Максимальная взлётная масса: 16-20 кг
- Полезная нагрузка: 3 кг
- Силовая установка: 1 × ПД 3W, ZDZ

Лётные характеристики
- Максимальная скорость: 160 км/ч
- Крейсерская скорость: 120 км/ч
- Практическая дальность: 70 км
- Практический потолок: 3000 м
- Продолжительность полёта: 3 ч